# Victor Cherbuliez
Victor Cherbuliez, född 19 juli 1829 i Genève, död 1 juli 1899, var en schweizisk-fransk författare och kritiker. Victor Cherbuliez var brorson till Antoine-Elisée Cherbuliez och till Joël Cherbuliez.
Cherbuliez erhöll franskt medborgarskap 1880 och invaldes 1881 i Franska Akademien. Cherbuliez har skrivit en lång rad samhälls- och sederomaner med figurer hämtade ur kosmopolitiska kretsar. De mest kända är Le comte Kostia (1863), Le prince Vitale (1864), Le roman d'une honnête femme (1866), L'aventure de Ladislas Bolski (1869), La vocation du comte Ghislain (1888), samt Jacquine Vanesse (1898). Hans romaner offentliggjorde främst i Revue des deux mondes, vars redaktion Cherbuliez tillhörde och i vars spalter han under pseudonymen G. Valbert uppträdde som politisk och litterär kritiker. Han mest uppmärksammade artiklar utgav senare i bokform: L'Allemange politique (1870), Études de littérature et d'art (1873), Profils étrangers (1889) med flera.

## Böcker på svenska
- Ladislas Bolskis äfventyr (L'aventure de Ladislas Bolski) (okänd översättare, Hæggström, 1869)
- Grefve Kostia (Le comte Kostia) (översättning Carl Johan Backman, 1869)
- Josef Noirels vedergällning (översättning Carl Johan Backman, Bonnier, 1871)
- Miss Rovel: berättelse (översättning Herman Hörner, Bonnier, 1875)
- En ärbar qvinnas roman (Le roman d`une honnête femme) (fri öfversättning från franskan af C. Cederström, Looström, 1877)
- Samuel Brohl & kompani (Samuel Brohl et cie) (översättning M. A. Goldschmidt, Seligmann, 1877)
- Jean Têterols idé (L'Idée de Jean Téterol) (okänd översättare, Bonnier, 1878)
- Svarte och röde: berättelse (översättning M. A. Goldschmidt, Beijer, 1881)
- Mellanfolkliga skiljedomstolar och den eviga freden (översättning Bengt Å-d, Norstedt, 1891)
- Sedan millionerna förvärfvats (översättning A. N. S., Beijer, 1898)
- Meta Holdenis (översättning Ernst Grafström, Holmquist, 1913)
- Ett vad (okänd översättare, Dahlberg, 1917)
- Fröken Rovel  (översättning Gösta Wåhlstedt, Dahlberg, 1919)